# Chika Hirao
Chika Hirao (født 31. december 1996) er en japansk fodboldspiller. Hun er medlem af Japans kvindefodboldlandshold.

## Japans fodboldlandshold
| Japans landshold | Japans landshold | Japans landshold |
| År               | Kmp              | Mål              |
| ---------------- | ---------------- | ---------------- |
| 2018             | 1                | 0                |
| Total            | 1                | 0                |